# Diogène (Waterhouse)
Pour les articles homonymes, voir Diogène (homonymie).
Diogène est un tableau peint par John William Waterhouse vers 1882. Il mesure 208,3 cm de haut sur 134,3 cm de large. Il représente Diogène dans son tonneau à Athènes avec sa lanterne, son pithos et les oignons dont il se nourrit. Ce tableau est conservé à la galerie d'art de Nouvelle-Galles du Sud à Sydney.